# اعتلال مفصلي عصبي المنشأ
اعتلال المفاصل العصبي (أو اعتلال المفاصل العظمي العصبي)، المعروف أيضَا باسم مفصل شاركو (غالبًا قدم شاركو) بعد أول من وصفه وهوَ العالم جان مارتن شاركو، يشير إلى التنكس التدريجي للمفصل الحامل للوزن، وهيَ عملية تتميز بالتدمير العظمي وارتشاف العظام والتشوه النهائي بسبب فقدان الإحساس بدايًة عادة ما تكون غدرًا.
إذا استمرت هذه العملية المرضية دون مراقبة، فقد تؤدي إلى تشوه المفاصل وتقرح و/أو عدوى إضافية وفقدان الوظيفة، وفي أسوأ الحالات، البتر أو الموت. التحديد المبكر لتغيرات المفاصل هوَ أفضل طريقة للحد من الاعتلال.

## أعراض وعلامات
يختلف العرض السريري اعتمادًا على مرحلة المرض من تورم خفيف إلى تورم شديد وتشوه معتدل. قد يكون الالتهاب والحمامي والألم وزيادة درجة حرارة الجلد (3-7 درجات مئوية) حول المفصل ملحوظًا عند الفحص. قد تكشف الأشعة السينية عن ارتشاف العظام والتغيرات التنكسية في المفصل. هذه النتائج في وجود جلد سليم وفقدان الإحساس الوقائي هيَ مميز مرض اعتلال مفاصل شاركو الحاد.
يعاني ما يقرب من 75% من المرضى من الألم، لكنه أقل مما هوَ متوقع بناء على شدة النتائج السريرية والشعاعية.

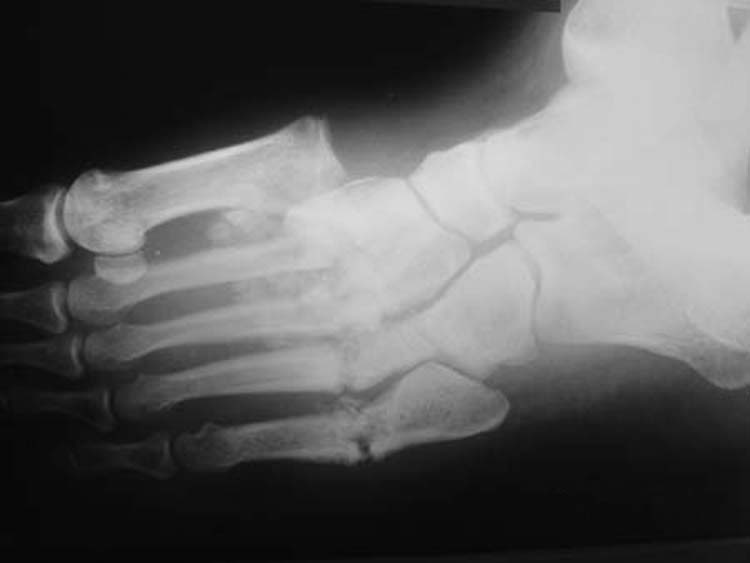
كشفت الأشعة السينية المائلة في رجل مصاب بالسكري يبلغ من العمر 45 عامًا عن خلع متباعد في مشط القدم الأول مع كسور مشط القدم الصغرى المرتبطة به.

## مرضية
أي حالة تؤدي إلى انخفاض الإحساس المحيطي، واستقبال الحس العميق، والتحكم الحركي الدقيق:
- الاعتلال العصبي لمرض السكري (الأكثر شيوعًا في الولايات المتحدة اليوم، مما يؤدي إلى تدمير مفاصل القدم والكاحل)، مع مفاصل شاركو في 600-700/1 مريض بالسكري؛ المتعلقة بارتفاع مستويات الجلوكوز في الدم على المدى الطويل.

- الاعتلال العصبي الكحولي
- الشلل الدماغي
- جذام

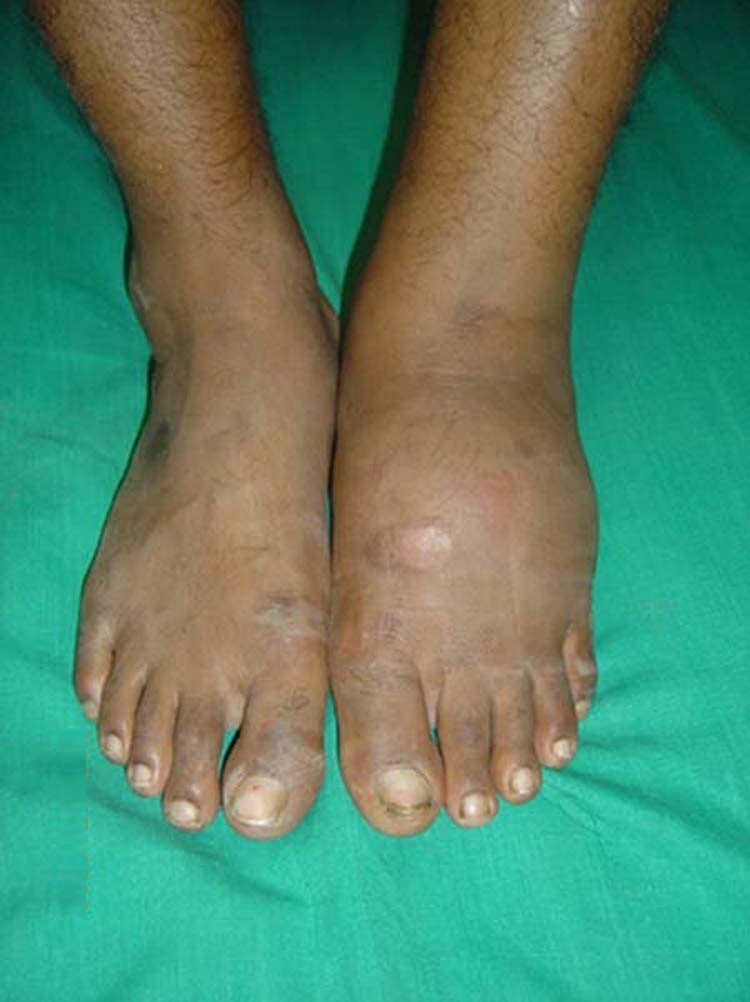
نفس الرجل البالغ من العمر 45 عاما المصاب بداء السكري قدم يسرى منتفخة ودافئة وغير مؤلمة بسبب اعتلال المفاصل شاركو، لا توجد تغييرات على الجلد نفسه.

- مرض الزهري، الناجم عن الكائن الحي اللولبية الشاحبة
- إصابة النخاع الشوكي
- تشقق العمود الفقري
- تكهف النخاع
- حقن الستيرويد داخل المفصل
- عدم الحساسية الخلقية للألم
- ضمور العضلات الشظوية (مرض شاركو-ماري-توث)

### آليات أساسية
طورت نظريتين أساسيتين:
الصدمة العصبية: فقدان الإحساس المحيطي واستقبال الحس العميق يؤدي إلى الرضح المجهري المتكرر للمفصل المعني. يمر هذا الضرر دون أن يلاحظه أحد من قبل مريض الاعتلال العصبي، والارتشاف الالتهابي الناتج عن العظام المصابة يجعل تلك المنطقة ضعيفة وعرضة لمزيد من الصدمات. بالإضافة إلى ذلك، يولد التحكم الدقيق في المحرك ضغطًا غير طبيعي على بعض المفاصل، مما يؤدي إلى صدمة دقيقة إضافية.
الأوعية الدموية العصبية: يعاني مرضى الاعتلال العصبي من ردود فعل الجهاز العصبي الذاتي، وتتلقى المفاصل غير الحساسة تدفق دم أكبر بكثير. يؤدي فرط الدم الناتج إلى زيادة ارتشاف العظام العظمي للعظام، وهذا بالتنسيق مع الإجهاد الميكانيكي، يؤدي إلى تدمير العظام.
في الواقع، ربما تلعب كلتا الآليتين دورًا في تطوير مفصل شاركو.

### المشاركة المشتركة
مرض السكري هوَ السبب الرئيسي في أمريكا اليوم لمرض المفاصل العصبية، والقدم هيَ المنطقة الأكثر تضررًا. في أولئك الذين يعانون من تشوه القدم، يوجد ما يقرب من 60% في المفاصل الرصغية المشطية (المفاصل الإنسية تتأثر أكثر من الجانبية)، وَ30% من المفاصل المشطية السلامية وَ10% يعانون من مرض الكاحل. يمكن لأكثر من نصف مرضى السكري الذين يعانون من مفاصل الأعصاب أن يتذكروا نوعًا من الصدمات المسببة، وعادة ما تكون طفيفة.
المرضى الذين يعانون من الزهري العصبي يميلون إلى إصابة الركبة، والمرضى الذين يعانون من تكهف النخاع قد يظهرون تشوه الكتف.
وينظر أيضًا تدمير مفصل الورك في مرضى الأعصاب.

## تشخيص

### نتائج سريرية
تشمل النتائج السريرية الحمامي والوذمة (استسقاء) وزيادة درجة الحرارة في المفصل المصاب. في مفاصل القدم العصبية، قد تكون القرحة الأخمصية موجودة. لاحظ أنه غالبًا ما يكون من الصعب التمييز بين التهاب العظم والنقي ومفصل شاركو، حيث قد يكون لديهم ميزات مماثلة لفحص تعداد الدم الأبيض والتصوير بالرنين المغناطيسي (تدمير المفاصل، الخلع، الوذمة). قد يتطلب التشخيص النهائي خزعة العظام أو الزلال.

### نتائج إشعاعية
أولًا، من المهم إدراك أنه يمكن اكتشاف نوعين من الشذوذ. واحد يسمى ضامر، حيث يوجد انحلال العظم من مشط القدم البعيدة في مقدمة القدم. الشكل الأكثر شيوعًا للتدمير هوَ مرض المفصل الضخامي (تضخم الخلايا)، الذي يتميز بالكسر الحاد حول المفصل وخلع المفاصل. وفقًا لكتاب يوخوم ورو، فإن "6 د" من التضخم هيَ:
1. مفصل منتفخ
2. زيادة الكثافة
3. إنتاج الحطام
4. التفكك
5. الفوضي
6. تدمير

التاريخ الطبيعي لعملية التدمير المشترك له مخطط تصنيف خاص به، قدمه العالم آيكنهولتز منذ عقود:
المرحلة 0: سريريًا، هناك وذمة مشتركة، لكن الصور الشعاعية سلبية، لاحظ أنَ فحص العظام قد يكون إيجابيًا قبل الصورة الشعاعية، مما يجعله طريقة حساسة ولكنها ليست محددة للغاية.
المرحلة 1: تجزئة عظمية مع خلع مفصل يظهر على الصورة الشعاعية ("شاركو الحاد").
المرحلة 2: انخفاض الوذمة المحلية، مع اندماج الشظايا وامتصاص حطام العظام الدقيقة.
المرحلة 3: لا توجد وذمة موضعية، مع توحيد وإعادة تشكيل (وإن كانت مشوهة) لشظايا الكسر القدم مستقرة الآن.
ميزات ضامرة:
1. مظهر "عصا الحلوى الملعقة"، الذي يظهر عادة في الجانب البعيد من مشط القدم
2. انحلال العظم السكري
3. ارتشاف العظام

## علاج
بمجرد التعرف على العملية، يجب معالجتها عن طريق الشركاء التداخلية الوعائية-إدارة الأوعية الدموية، وإدارة العدوى والوقاية منها، وتخفيف الضغط. إنَ اتباع هذه الاستراتيجيات الثلاث بقوة سيؤدي إلى تقدم مسار التئام الجرح. يعد تخفيف الضغط (التفريغ) والشلل مع مجموع الاتصال الصبّي بالتلامس أمرًا بالغ الأهمية للمساعدة في درء المزيد من تدمير المفاصل.
تتضمن مجموعة الاتصال الصبّية تغليف قدم المريض بالكامل، بما في ذلك أصابع القدم، وأسفل الساق في جبيرة متخصصة تعيد توزيع الوزن والضغط في أسفل الساق والقدم أثناء الحركات اليومية. هذا يعيد توزيع الضغط من القدم إلى الساق، والتي هيَ أكثر قدرة على تحمل الوزن، لحماية الجرح والسماح لها بتجديد الأنسجة والشفاء. تمنع مجموعة الاتصال الصبّية أيضًا الكاحل من الدوران أثناء المشي، مما يمنع قوى القص والالتواء التي يمكن أن تزيد من تلف الجرح. تساعد مجموعة الاتصال الصبّية في الحفاظ على جودة الحياة من خلال مساعدة المرضى على البقاء متنقلين.
هناك سيناريوهان يكون فيهما استخدام مجموعة الاتصال الصبّية بشكل مناسب لإدارة اعتلال المفاصل العصبي (قدم شاركو)، وفقًا لجمعية القدم والكاحل الأمريكية. أولًا، أثناء العلاج الأولي عندما يحدث الانهيار وتظهر القدم وذمة وحمامي. يجب ألا يتحمل المريض وزنًا على القدم، ويمكن استخدام مجموعة الاتصال الصبّية للتحكم في القدم ودعمها. ثانيًا، عندما تصبح القدم مشوهة ويحدث تقرح؛ يمكن استخدام مجموعة الاتصال الصبّية لتثبيت ودعم القدم، وللمساعدة في تحريك الجرح نحو الشفاء.
علم التركيبات التقويمية (دعامات المشي) التي يُتحكم فيها بواسطة الخصائص الهوائية. في هؤلاء المرضى، نادرًا ما ينجح التصحيح الجراحي للمفصل على المدى الطويل. ومع ذلك، فإن التفريغ وحده لا يترجم إلى نتائج مثالية دون الإدارة المناسبة لأمراض الأوعية الدموية و/أو العدوى. يجب أن تسترشد مدة وعدوانية التفريغ (الجهاز غير الحامل للوزن مقابل الجهاز الحامل للوزن، غير القابل للإزالة مقابل الجهاز القابل للإزالة) بالتقييم السريري لشفاء اعتلال المفاصل العصبي بناء على الوذمة والحمامي وتغيرات درجة حرارة الجلد. قد يستغرق الأمر من ستة إلى تسعة أشهر حتى تنحسر الوذمة والحمامي في المفصل المصاب.

## غب
تختلف النتائج اعتمادًا على موقع المرض ودرجة الضرر الذي يلحق بالمفصل، وما إذا كان الإصلاح الجراحي ضروريًا. يختلف متوسط أوقات الشفاء من 55 إلى 97 يومًا، حسب الموقع قد تكون هناك حاجة إلى سنة إلى سنتين للشفاء التام.